# 순정파이터
《순정파이터》는 SBS TV에서 하는 프로그램이다.

## 기획 의도
연예인 및 셀럽, 무도인, 운동선수가 지원한 프로그램

## 제작진
- 극본 : 김명정, 배은미
- 연출 : 안재철, 한승호

## 출연자
- 이용진
- 추성훈
- 김동현
- 정찬성
- 최두호
- 박나래
- 김민경

## 시청률
최저 시청률과 최고 시청률은 시청률 조사회사와 지역별로 시청률에 차이가 있을 수 있습니다.

### 2022년
| 회차 | 방송일    | AGB 시청률      |
| 회차 | 방송일    | 대한민국 (전국) |
| ---- | --------- | --------------- |
| 1    | 12월 21일 | 2.3%            |
| 2    | 12월 28일 | 1.8%            |

### 2023년
| 회차 | 방송일   | AGB 시청률      |
| 회차 | 방송일   | 대한민국 (전국) |
| ---- | -------- | --------------- |
| 3    | 1월 4일  | 1.5%            |
| 4    | 1월 11일 | 2.0%            |
| 5    | 1월 18일 | 2.1%            |
| 6    | 1월 25일 | 1.6%            |
| 7    | 2월 1일  | 1.7%            |
| 8    | 2월 8일  | 1.5%            |
| 9    | 2월 15일 | 1.9%            |
| 10   | 2월 22일 | 1.8%            |
| 11   | 3월 1일  | 2.0%            |
| 12   | 3월 8일  | 1.8%            |